# Neumayria
Neumayria is een geslacht van weekdieren uit de klasse van de Gastropoda (slakken).

## Soorten
- Neumayria labiata (Neumayr in Herbich & Neumayr, 1875) †
- Neumayria podwinensis (Neumayr in Neumayr & Paul, 1875) †
- Neumayria spoliata (Stefanescu, 1896) †